# Юлий Цезар Друз
Нерон Клавдий Друз, по-късно наречен Друз Юлий Цезар (по името на осиновителя си), е единственото дете на римския император Тиберий и неговата първа съпруга Випсания Агрипина. Роден е с името Нерон Клавдий Друз и е известен сред историците като Друз II или Друз Младши. Името му е променено, след като е осиновен от чичо си, брата на Тиберий – генерал Нерон Клавдий Друз (който понякога е назоваван като Нерон Друз, Друз I или Друз Старши).
Роден и израснал е в Рим. Два пъти е избиран за консул – през 15 и 21 г.
През 4 г. Друз се жени за братовчедката си – Ливила. Скоро след това се ражда дъщеря им Юлия. По-късно, през 19 г. имат и двама близнаци, единият от които умира след 4 години. Преди раждането на близнаците Ливила вече има връзка с преторианския префект Сеян.